# Брабам
Мотор Рейсинг Девелопментс Лимитед (на английски: Motor Racing Developments, Ltd) – или MRD, широко известна като Брабам (на английски: Brabham), е английски производител на автомобили и тим – участник в Световния шампионат на Формула 1.
Основан е през 1960 година от двама австралийци: пилота Джак Брабам и конструктура Рон Тауранак. Четирима пилота на екипа са ставали Световни шампиони на Формула 1, а екипа е печелил две Световни титли при конструкторите. Брабам остава единственият пилот, печелил титлата със собствен болид.
Брабам е най-големият производител на „отворени“ състезателни болиди през 60-те, като до 1970 г. произвежда над 500 коли. През този период отбори, използващи коли на Брабам печелят шампионатите във Формула 2 и Формула 3 и се състезават на Индианаполис 500. През 70-те и 80-те отборът във Формула 1 прави много нововъведения, като прочутата кола-вентилатор, презареждането по време на състезание, карбонови спирачки и хидропневматично окачване. През 80-те печелят две титли при пилотите с Нелсън Пикет, а по този начин стават и първите, спечелили шампионата при пилотите с турбо двигател.
Британският бизнесмен Бърни Екълстоун е собственик на Брабам през по-голямата част на 70-те и 80-те. По-късно става притежател на търговските права на Формула 1 и продава тима през 1988 г. на японска фирма. През 1992 г. отборът изпада във финансова криза и приключва участието си във Формула 1.

## Началото
Създателите на тима – Брабам и Тауранак се срещат и започват общата си дейност през 1951 година. През 1959 г. Брабам, който смята, че може да победи Купър моли Тауранак да конструира състезателен автомобил. Създава се Мотор Рейсинг Девелопментс Лимитед, като нарочно не се включва името на който и да е било от двамата приятели. По-късно става ясно че абревиатурата на компанията (MRD) на френски звучи като обида – merde (лайно). Поради тази причина тимът става известен като Брабам, а съкращението на различните модели – BT идва от фамилиите на Брабам и Тауранак. В началото болиди се правят за по-малките класове, а Брабам остава пилот на Купър за Формула 1. През 1961 г. след един неуспешен сезон за Купър, Брабъм решава, че е крайно време да ги напусне и да участва във Формула 1 със собствения си тим.

## Състезателна история

### Формула 1

#### 60-те години
MRD първоначално се концентрират върху произвеждане на коли за продажба в по-долните формули, така колата за Формула 1 не е готова за началото на 1962 г. Брабам почват годината с шасита на Лотус, с които Брабам завършва в точките 2 пъти, преди тюркоазения Брабам BT3 да направи своя дебют в Голямата награда на Германия. Колата издържа едва 9 от 15 обиколки, но до края на сезона Брабам печели с нея две четвърти места.
За 1963 г. Брабам си партнира с американския пилот Дан Гърни, а колата е боядисана в цветовете на Австралия – зелено и златисто. Джак Брабам печели първата победа за тима, но в състезание извън официалния календар. Гърни печели първите победи в официални надпревари във Франция и Мексико през 1964 г. 1965 г. е не по-слаба и отново тимът или негови коли печелят няколко победи. Брабам финишират трети и четвърти в шампионата през тези години, като неиздръжливостта коства няколко добри класирания и победи. Смята се, че причина за това е липсата на достатъчно средства за развитие, потвърдено и от Тауранак.
За 1966 г. ФИА удвоява капацитета на двигателите на 3 литра. Брабам решават да заложат на австралийската фирма Репко и малцина очакват Брабам-Репко да са конкурентоспособни. Колата обаче е лека и издръжлива и това се оказва печеливша комбинация. В Голямата награда на Франция Джак Брабам печели и така става първият човек, печелил във Формула 1 в кола, носеща неговото име. Само неговия бивш съотборник от годините в Купър – Брус Макларън успява да повтори този успех в свой Макларън. Това е и първата от серия от 4 поредни победи за австралийския ветеран. Джак печели световната титла през 1966 г., ставайки единственият шампион в кола, носеща неговото име.
През 1967 г. титлата отива в съотборника на Брабам – новозеландеца Дени Хълм. Дени е по-стабилен и неговата кола е по-издръжлива, което е следствие от желанието на Брабам пръв да използва новите части. През тези 2 години Брабам печелят и титлите при конструкторите.
През 1968 г. Хълм се присъединява към отбора на сънародника си Макларън, а на негово място идва Йохен Риндт. Репко правят по-мощна версия на своя V8 за да останат конкурентоспособни на двигателя на Форд – Косуърт, но той се оказва неиздръжлив. Бавното комуникиране на връзката между Великобритания и Австралия пречат на решаването на проблема. Колата е бърза – Ринт печели два пъти пол-позишън, но той и Брабам финишират само в 3 състезания и печелят едва 10 точки.
Въпреки че за 1969 г. Брабам се сдобиват с двигатели Косуърт, Риндт напуска, за да отиде в Лотус. Неговият заместник, Джеки Икс, прави добра втора половина на сезона и печели в Германия и Канада, докато Джак Брабам се контузва в инцидент по време на тест. Икс финишира втори в шампионата при пилотите с 37 точки, но с голяма разлика от шампиона Джеки Стюарт с 63. Брабам печели няколко пол-позишъна и 2 пъти се качва на подиума, но не завършва в половината състезания. Тимът е втори в констукторския шампионат, подпомогнати от две втори места на Пиърс Къредж, каращ болид на Берабам, но за тима на Франк Уилямс.

#### 70-те години
Колата се оказва недостатъчно бърза и надеждна, а консервативните в техническо отношение Брабам не използват кола с монокок чак до 1970 г. Джак Брабам решава да се прекрати кариерата си на пилот в края на 1969 г. и продава акциите си на Тауранак. Въпреки това късното решение на Риндт да отиде в Лотус за следващия сезон, и липсата на втори пилот, кара Брабам да остане и да се състезава и през 1970 г. Джак Брабам печели последната си победа в първото си състезание за сезона и печели общо 25 точки, като отново поради технически проблеми не завършва в много от състезанията. Завършва пети, а отборът му – четвърти в шампионата.
Тауранак подписва с двукратния световен шампион Греъм Хил и младия австралиец Тим Шенкен за 1971 г. Тауранак създава необичайния ВТ34, наречен „рачешките щипки“ заради двата тънки радиатора, монтирани пред предните гуми. С тази версия кара единствено Хил. Въпреки че след инцидента си през 1969 г. Хил никога повече не показва предишната си скорост и не е сред най-бързите пилоти, той успява да спечели последната си победа във Формула 1 в неофициалното състезание на Силвърстоун. Тимът записва едва 7 точки. Тауранак, инженер до мозъка на костите си решава, че бюджет в размер на 100 000 паунда не може си позволи да ги дава сам и решава да си потърси бизнес партньор. В края на 1971 г. продава тима за 100 000 паунда на Бърни Екълстоун, бивш мениджър на Риндт и собственик на Коноут тийм. С това първият период на тима във Формула 1 завършва.
Тауранак остава като главен дизайнер във фабриката на тима. По това време има 1 млад и много иновативен дизайнер – Гордън Мъри. Тауранак съветва Екълстоун да остави всички на работа и да освободи бързо единствено Мъри. Бърни прави точно обратното и рискът му се изплаща многократно впоследствие. Точно това, а и няколко други решения карат Тауранак да напусне в началото на 1972 г. Екълстоун казва "Партньорството никога нямаше да проработи. И двамата имахме следната позиция: „бъди разумен, прави го по моя начин“. Резултатите от една безцелна година, в която тимът ползва 3 различни модела, са, че тимът печели пол-позишън с аржентинския пилот Карлос Ройтеман в домашното му състезание в Буенос Айрес, както и победа в неофициалното състезание в Бразилия на Интерлагос.
За 1973 г. Екълстоун назначава Мъри шеф дизайнер. Младият южноафриканец създава ВТ42, с който Ройтеман се качва два пъти на подиума и завършва седми в шампионата. Екълстоун назначава и Хърби Блаш за програмата на тима във Формула 2. През същата година става и тим мениджър на тима от Формула 1, а тримата – Екълстоун, Мъри и Блаш управляват Брабам през следващите 15 години, печелейки 22 победи, а Нелсън Пикет печели шампионата за 1981 и 1983 г.
През 1974 г. Ройтеман печели първите си 3 победи в кариерата и носи първи успехи за Брабам от 1970 г. Тимът финишира на пето място при конструкторите. Много смятат, че тимът ще е сред фаворитите за титлите през 1975 г. Годината започва добре с първата победа за бразилеца Карлос Паче в родната му гран при на Бразилия. Въпреки това, с течение на сезона изтъркването на гумата по време на състезание често се оказва сериозен проблем. Паче взема още 2 подиума и финишира шести в шампионата, а Ройтеман има 5 подиума, включително и победа в Германия и приключва годината трети. Тимът е трети при конструкторите.
Възходът е налице. Докато големите английски съперници Лотус и Макларън разчитат на двигателите Косуърт от края на 60-те до началото на 80-те години, Екълстоун вижда възможност да вземе предимство, разчитайки на други двигатели. Въпреки успехът с Косуърт, съчетан с шаси на Мъри, Екълстоун сключва договор с италианския производител Алфа Ромео да използва техните големи и мощни 12-цилиндрови двигатели за сезон 1976. Двигателите идват безплатно за сметка на реклама, но те правят оцветеният с цветовете на Мартини червен-бял Брабам тежък и чуплив.
1976 и 1977 г. са стъпка назад за Брабам и те отново изостават. Ройтеман напуска преди края на 1976 г., за да се присъедини към Ферари. Уелсецът Джон Уотсън го заменя през този период. В началото на 1977 г. тимът губи другия си пилот – Карлос Паче загива в самолетна катастрофа. За сезон 1978 г. произведението на Мъри – ВТ46, включва няколко нови технологии в опита да се превъзмогнат проблемите с теглото и издръжливостта, свързани с двигателите на Алфа Ромео. Екълстоун подписва с двукратния световен шампион Ники Лауда, чиято заплата от 1 милион е платена от италианската компания Пармалат.
1978 г. е доминирана от великолепната кола-крило Лотус 79, която използва аеродинамичния граунд ефект да „залепи“ колата по време на завиване. Въпреки това Лауда печели 2 състезания с ВТ46В – подобрена версия, в която Мъри слага вентилатор, който да засмуква въздуха и да създава същия ефект на прилепяне. Колата обаче бързо е забранена, защото вентилаторът „хвърля камъчета“ назад, а истинската причина е, че е прекалено бърза. Колата използва и много датчици и дисплеи, които често от друсанията се развалят.
Партньорството с Алфа Ромео завършва през сезон 1979, първият в който за тима кара младия бразилец Нелсън Пикет. Това е и последният сезон на Ники Лауда за тима, но Екълстоун не е обезпокоен – Пикет е новият топ пилот на тима. Мъри проектира ВТ48 – кола, използваща напълно ефекта на прилепяне. Мъри го съчетава с новия Алфа Ромео V12 двигател, използва и карбон-карбоновите спирачки – технология, в която Брабам са пионери още от 1976 г. Въпреки това, неочаквано преместване в завои на центъра на тежестта прави поведението на колата непредсказуемо, а новият двигател е ненадежден. Тимът пропада до осма позиция в конструкторския шампионат в края на годината. Алфа Ромео започват програма за влизане с цялостен отбор във Формула 1 и оставят Екълстоун да се оправя с двигатели на Косуърт, решение, което Мъри описва като „все едно да си във ваканция“. Новият, по-лек, ВТ49, задвижван от Косуърт е представен още преди края на годината в Голямата награда на Канада, където Лауда обявява решението си да прекрати кариерата си, обяснявайки че „вече не изпитва удоволствие да прави кръгчета“.

#### 80-те години
Отборът използва ВТ49 4 сезона. През 1980 г. Пикет печели 3 състезания и извежда тима до трето място в конструкторския шампионат. През този сезон тимът сменя оцветяването си и въвежда синьо-бялото, което отборът ще носи въпреки няколкото смени на основния спонсор чак до изчезването си през 1992 г. С натрупания опит за ефекта на прилепяне тимът започва 1981 г. с ВТ49С, въвеждайки хидропневматично окачване, за да избегне ограничения, свързани с прилепянето на ФИА. Пикет, който се сближава с Мъри, успява да спечели титлата при пилотите с 3 победи, въпреки че има съмнения че от Брабам не спазват правилата в някои области.
Рено първи използват връщат турбо двигателите във Формула 1 през 1977 г. Брабам тестват турбо двигател на БМВ през 1981 г. и решават да го използват за 1982 г. Най-накрая използват и нов модел шаси – ВТ50. Двигателят на БМВ, подобно на този на Репко отпреди 16 години, използва части от серийни коли. В началото на сезона Брабам използват познатите Косуърт двигатели и шаси ВТ49D, докато проблемите на новия двигател, свързани с надеждността бъдат отстранени. Турбо Брабамът печели първата си победа в Канада. През сезон 1983 Пикет изтръгва титлата от ръцете на Ален Прост с Рено в последното състезание за годината в Голямата награда на Южна Африка и става първият шампион с турбо кола. Въпреки това тимът не печели конструкторската титла нито 1981, нито 1983 г. През този период единственият друг пилот, спечелил състезание за Брабам е Рикардо Патрезе – останалите пилоти носят съвсем малко точки за тима. 1984 г. се оказва провал за Брабам и Пикет не защитава титлата си.
Нелсън Пикет печели и последната победа за тима в Голямата награда на Франция през 1985 г. В края на сезона напуска и отива в Уилямс, тъй като смята, че след 7 години и 2 титли за тима, заслужава повече от заплатата, предложена му от Екълстоун за 1986 г. Самата 1986 г. е катастрофална, подобно на 1984 г. Радикалният болид на Мъри – ВТ55 е дълъг и нисък с двигател БМВ и печели едва 2 точки. БМВ и Брабам стигат до скандал относно чия е вината – на колата или на двигателя. Пилотът Елио де Анджелис, дошъл в тима от Лотус, става първата жертва за тима, когато загива на тест във Франция на Пол Рикар.
През август БМВ обявяват, че напускат света на Формула 1 в края на сезона. Екълстоун се занимава все повече и повече с делата на Фока и политиката във Формула 1, оставя тима на заден план. Гордън Мъри решава, че „начинът, по който тимът се управлява от 15 години вече не дава резултати“ и напуска през ноември, за да се присъедини към зараждащия се супертим на Макларън. Екълстоун задължава БМВ да изпълнят своя контракт за 1987 г., но германският производител доставя стари двигатели. Проектът за новия двигател, който трябвало да бъде доставян е продаден на Ероуз. Висши кадри обвиняват директно Екълстоун, че оставяйки това да се случи, той просто показва незаинтересоваността си към тима. 1987 г. е малко по-добра от предишната – Патреза и Андреа де Чезарис печелят общо 10 точки. Не успявайки да намерят подходящ доставчик на двигатели за сезон 1988, тимът изпуска сроковете за записване на ФИА и пропускат сезона. Екълстоун обявява оттеглянето на тима от Формула 1 през април по време на Гран при на Бразилия. Продава MRD на Алфа Ромео за неизвестна сума. Италианците продават тима на швейцарския финансист Йоаким Люти. Блаш напуска, за да ръководи компанията на Екълстоун ФОКА ТВ къмпани за година. Вторият период на Брабам завършва.
Брабам пропуска сезон 1988 по времето на смяна на собствеността. Новият ВТ58, задвижван от двигател Джъд (първоначално друга компания на Джак Брабам), връща тима във Формула 1 за сезон 1989. Италианският пилот Стефано Модена кара за тима, заедно с Мартин Брандъл. Тимът завършва на 8-о място, а Модена постига последният подиум за тима – трето място в Монако.

#### 90-те години
Йоаким Люти е арестуван за данъчни измами по средата на сезон '89 и няколко компании се включват в борбата за собственичеството на тима. Мидълбридж Груп, япнонска инженерна фирма, собственик на тим във Формула 3000 – Мидълбридж Рейсинг, поема контрола на Брабам за сезон 1990. Те вземат 1 милион паунда кредит, но тима остава с финансови затруднения и през следващите няколко сезона печелят едва няколко точки. Синът на Джак Брабам, Дейвид, кара за тима за известно време през 1990 г. Деймън Хил, син на друг бивш пилот на Брабам, Греъм Хил, и бъдещ световен шампион прави своя дебют във Формула 1 с тима през 1992 г. Хил замества Джована Амати – последната жена – пилот във Формула 1, тъй като нейните спонсори се оттеглят.
Аржентинецът Серхио Ринланд проектира последния болид на Брабам, задвижван с Джуд двигател. Единствено през 1991 г. тимът използва двигатели на Ямаха. През 1992 г. тимът рядко успява да прескочи предварителната квалификация. Хил е последният пилот, завършил състезание за Брабам в Унгария, където завършва 4 обиколки зад първия. Преди края на сезона тимът свършва парите и банкрутира. Мидълбридж не могат да изплащат повече заема. Така Брабам, заедно с Марч, Андреа Мода и Фондметал е един от четирите тима, напуснали завинаги света на формула 1 в края на сезон 1992. В базата на тима е собственост на отбора от GP2 – Carlin DPR GP2.

### Индикар
Брабам участват в Индианаполис 500 от средата на 60-те до началото на 70-те години. Тяхна кола никога не печели прочутото състезание, печели 4 победи в предшественика на Индикар – USAC.

### Формула 2
През 60-те и началото на 70-те много пилоти, каращи във Формула 1 продължават да се състезават и в по-ниския клас Формула 2. През 1966 г. MRD създава BT18 за по-ниски категории, с двигател Хонда. Колата е изключително успешна, спечелва 11 поредни победи във Формула 2 в ръцете на двойката пилоти Джак Брабам – Дени Хълм. Колите се водят, че са на MRD, а не на Брабам Рейсинг Организейшън, за да се избегне конфликт с Репко, които доставят двигатели за Брабам във Формула 1.

### Формула 3
Първата кола за Формула 3 на Брабам – ВТ9, печели само 4 официални състезания през 1964 г. BT15, който е създаден 1965 г. е с далеч по-успешен дизайн. 58 болида от този модел са продадени, спечелени са 42 състезания. По-нататъшно развитие върху същата концепция, включваща крила в края на 60-те са също много успешни чак до 1971 г. BT38C от 1972 г. е първата кола на Брабам с монокок, а също и първата, която не е проектирана от Тауранак. Въпреки че 40 коли са продадени, тя е по-малко успешна от предшествениците си. Ъгловатият BT41 е последната кола на Брабам за Формула 3.

### Спортни автомобили
Тауранак не харесва проектирането на спортни коли и отделя съвсем малко време от успешния бизнес на MRD с едноместни болиди. Само 14 спортни коли са произведени между 1961 г. и 1972 г., докато през същия период са създадени над 600 шасита за болиди. От BT8A е произведена една бройка, състезаваща се успешно във Великобритания през 1964 и 1965 г. На база тази кола е създадена през 1966 г. BT17 с цел да се състезава в КАН-АМ сериите с двигател Репко. Проектът за колата е изоставен бързо от MRD заради проблеми с издръжливостта на двигателя.

## Статистика

### Световни шампиони при пилотите
| Година | Пилот        | Двигател            | Гуми           |
| ------ | ------------ | ------------------- | -------------- |
| 1966   | Джак Брабам  | Брабам-Репко        | Гудиър         |
| 1967   | Денис Хълм   | Брабам-Репко        | Гудиър         |
| 1981   | Нелсон Пикет | Брабам-Форд-Косуърт | Мишлен, Гудиър |
| 1983   | Нелсон Пикет | Брабам-БМВ          | Мишлен         |

### Световни шампиони при конструкторите
| Година | Конструктор | Двигател | Гуми   |
| ------ | ----------- | -------- | ------ |
| 1966   | Брабам      | Репко    | Гудиър |
| 1967   | Брабам      | Репко    | Гудиър |

### Пилоти участвали за Брабам
| N  |        | Участия | Победи | ПП | НБО | Точки | Подиуми |
| -- | ------ | ------- | ------ | -- | --- | ----- | ------- |
| 86 | Брабам | 394     | 35     | 39 | 41  | 864   | 124     |

| N  | Пилот           | Участия | Победи | ПП | НБО | Точки | Подиуми |
| -- | --------------- | ------- | ------ | -- | --- | ----- | ------- |
| 1  | Нелсон Пикет    | 106     | 13     | 18 | 12  | 236   | 29      |
| 2  | Джак Брабам     | 80      | 7      | 8  | 7   | 174   | 21      |
| 3  | Карлос Ройтеман | 66      | 4      | 2  | 1   | 91    | 12      |
| 4  | Дан Гърни       | 30      | 2      | 2  | 4   | 63    | 10      |
| 5  | Джеки Икс       | 11      | 2      | 2  | 3   | 37    | 5       |
| 6  | Ники Лауда      | 29      | 2      | 1  | 4   | 48    | 7       |
| 7  | Рикардо Патрезе | 61      | 2      | 1  | 3   | 42    | 6       |
| 8  | Денис Хълм      | 26      | 2      | –  | 3   | 74    | 12      |
| 9  | Карлос Паче     | 39      | 1      | 1  | 3   | 45    | 5       |
| 10 | Джон Уотсън     | 50      | –      | 2  | 2   | 40    | 4       |
| 11 | Йохен Ринт      | 13      | –      | 2  | –   | 8     | 2       |
| 12 | Стефано Модена  | 32      | –      | –  | –   | 6     | 1       |

### Двигатели доставяни за Брабам
| N |              | Участия | Победи | ПП | НБО | Точки | Подиуми |
| - | ------------ | ------- | ------ | -- | --- | ----- | ------- |
| 1 | Форд-Косуърт | 133     | 15     | 14 | 15  | 346   | 47      |
| 2 | БМВ          | 91      | 8      | 13 | 11  | 170   | 21      |
| 3 | Репко        | 33      | 8      | 7  | 4   | 126   | 25      |
| 4 | Алфа Ромео   | 62      | 2      | 3  | 6   | 96    | 14      |
| 5 | Клаймакс     | 47      | 2      | 2  | 5   | 100   | 15      |
| 6 | Джъд         | 35      | –      | –  | –   | 10    | 1       |
| 7 | БРМ          | 24      | –      | –  | –   | 13    | 1       |
| 8 | Ямаха        | 16      | –      | –  | –   | 3     | -       |
| 9 | Форд         | 3       | –      | –  | –   | –     | -       |

### Гуми доставяни за Брабам
| N | Гуми   | Участия | Победи | ПП | НБО | Точки | Подиуми |
| - | ------ | ------- | ------ | -- | --- | ----- | ------- |
| 1 | Гудиър |         | 24     | 22 | 28  |       | 91      |
| 2 | Мишлен |         | 8      | 14 | 9   |       | 18      |
| 3 | Дънлоп |         | 2      | 2  | 4   |       | 12      |
| 4 | Пирели |         | 1      | 1  | –   |       | 3       |

### Победи на Брабам във Формула 1
| N  | Година | Пилот           | Двигател            | Гуми | Голяма награда | Писта         | Статистика |
| -- | ------ | --------------- | ------------------- | ---- | -------------- | ------------- | ---------- |
| 1  | 1964   | Дан Гърни       | Брабам-Клаймакс     | Д    | Франция        | Руан          | Статистика |
| 2  | 1964   | Дан Гърни       | Брабам-Клаймакс     | Д    | Мексико        | Мексико       | Статистика |
| 3  | 1966   | Джак Брабам     | Брабам-Репко        | Г    | Франция        | Реймс         | Статистика |
| 4  | 1966   | Джак Брабам     | Брабам-Репко        | Г    | Великобритания | Брандс Хетч   | Статистика |
| 5  | 1966   | Джак Брабам     | Брабам-Репко        | Г    | Нидерландия    | Зандворд      | Статистика |
| 6  | 1966   | Джак Брабам     | Брабам-Репко        | Г    | Германия       | Нюрбургринг   | Статистика |
| 7  | 1967   | Дени Хълм       | Брабам-Репко        | Г    | Монако         | Монте Карло   | Статистика |
| 8  | 1967   | Джак Брабам     | Брабам-Репко        | Г    | Франция        | Бугати        | Статистика |
| 9  | 1967   | Дени Хълм       | Брабам-Репко        | Г    | Германия       | Нюрбургринг   | Статистика |
| 10 | 1967   | Джак Брабам     | Брабам-Репко        | Г    | Канада         | Моспорт       | Статистика |
| 11 | 1969   | Джеки Икс       | Брабам-Форд Косуърт | Г    | Германия       | Нюрбургринг   | Статистика |
| 12 | 1969   | Джеки Икс       | Брабам-Форд Косуърт | Г    | Канада         | Моспорт       | Статистика |
| 13 | 1970   | Джак Брабам     | Брабам-Форд Косуърт | Г    | ЮАР            | Киалами       | Статистика |
| 14 | 1974   | Карлос Ройтеман | Брабам-Форд Косуърт | Г    | ЮАР            | Киалами       | Статистика |
| 15 | 1974   | Карлос Ройтеман | Брабам-Форд Косуърт | Г    | Австрия        | Йостерайхринг | Статистика |
| 16 | 1974   | Карлос Ройтеман | Брабам-Форд Косуърт | Г    | САЩ            | Уоткинс Глен  | Статистика |
| 17 | 1975   | Карлос Паче     | Брабам-Форд Косуърт | Г    | Бразилия       | Интерлагос    | Статистика |
| 18 | 1975   | Карлос Ройтеман | Брабам-Форд Косуърт | Г    | Германия       | Нюрбургринг   | Статистика |
| 19 | 1978   | Ники Лауда      | Брабам-Алфа Ромео   | Г    | Швеция         | Андерсторп    | Статистика |
| 20 | 1978   | Ники Лауда      | Брабам-Алфа Ромео   | Г    | Италия         | Монца         | Статистика |
| 21 | 1980   | Нелсон Пикет    | Брабам-Форд Косуърт | Г    | САЩ-запад      | Лонг Бийч     | Статистика |
| 22 | 1980   | Нелсон Пикет    | Брабам-Форд Косуърт | Г    | Нидерландия    | Зандворд      | Статистика |
| 23 | 1980   | Нелсон Пикет    | Брабам-Форд Косуърт | Г    | Италия         | Имола         | Статистика |
| 24 | 1981   | Нелсон Пикет    | Брабам-Форд Косуърт | М    | Аржентина      | Оскар Галвес  | Статистика |
| 25 | 1981   | Нелсон Пикет    | Брабам-Форд Косуърт | М    | Сан Марино     | Имола         | Статистика |
| 26 | 1981   | Нелсон Пикет    | Брабам-Форд Косуърт | Г    | Германия       | Хокенхаймринг | Статистика |
| 27 | 1982   | Рикардо Патрезе | Брабам-Форд Косуърт | Г    | Монако         | Монте Карло   | Статистика |
| 28 | 1982   | Нелсон Пикет    | Брабам-БМВ          | Г    | Канада         | Монреал       | Статистика |
| 29 | 1983   | Нелсон Пикет    | Брабам-БМВ          | М    | Бразилия       | Жакарепагуа   | Статистика |
| 30 | 1983   | Нелсон Пикет    | Брабам-БМВ          | М    | Италия         | Монца         | Статистика |
| 31 | 1983   | Нелсон Пикет    | Брабам-БМВ          | М    | Европа         | Брандс Хетч   | Статистика |
| 32 | 1983   | Рикардо Патрезе | Брабам-БМВ          | М    | ЮАР            | Киалами       | Статистика |
| 33 | 1984   | Нелсон Пикет    | Брабам-БМВ          | М    | Канада         | Жил Вилньов   | Статистика |
| 34 | 1984   | Нелсон Пикет    | Брабам-БМВ          | М    | Детройт        | Детройт       | Статистика |
| 35 | 1985   | Нелсон Пикет    | Брабам-БМВ          | П    | Франция        | Пол Рикар     | Статистика |